# Jerzy Dunin-Borkowski
Jerzy Dunin-Borkowski (27. listopadu 1908 Krośniewice – 23. července 1992 tamtéž) byl polský sběratel, muzeolog a farmaceut. Jeho celý život je spjat s Krośniewicemi, kde se narodil, žil a zemřel, a kde celoživotní prací vytvořil muzeum, které na jeho počest dnes nese jeho jméno. Od padesátých let do roku 1978 též provozoval lékárnu.